# 北京市万安公墓
北京市万安公墓，位于北京市海淀区香山万安里1号，是北京市属陵园之一。公墓内还有李大钊烈士陵园。

## 简介
北京市万安公墓位于北京市西郊香山南麓，背靠万安山，面临南旱河，因万安山而得名，也是取万佑平安之意。该公墓始建于1930年，是北京市历史上最早的现代公墓之一。民国十九年（1930年），蔣尊褘（字彬侯）、王荣光（字梓贤）为了响应政府建立公墓、废除私葬之训令，合作创建了该公墓。1960年，该公墓收归国有，归政府民政部门管理。
该公墓占地面积150余亩，公墓内有李大钊烈士陵园、骨灰堂、骨灰亭廊，以及分区管理的墓地。公墓内的殡仪设施较全。该公墓的墓地规划参照五行，分为金、木、水、火、土五个区，各区分别按千字文、天干地支等设组。后来又辟建了新金区、新水区。该公墓内设有石桥、牌楼、华表、古井、假山、亭廊、抒怀堂等，整体风格中西合璧。
该公墓建成后，安葬社会名流超过千人，文化界、科技界、学术界名人多葬于此，此外还有不少工商界、体育界名人及军政要员，另有李大钊、路友于、邓文辉等中共革命烈士。安葬在该公墓的名人包括李大钊（葬于李大钊烈士陵园）、戴望舒、朱自清、何思源、曹禺、冯友兰、陈白尘、施今墨、容国团、陶金、段祺瑞、韩复、罗章龙、高岗、孙敬修、郭林、王治昌、萧军、翁文灏、沈醉、郭超人、文史大家启功、语言学家王力、柯逸心等等。該處另外葬有六四天安門事件遇難者八位。